# Tradescantia leiandra
Tradescantia leiandra är en himmelsblomsväxtart som beskrevs av John Torrey. Tradescantia leiandra ingår i släktet båtblommor, och familjen himmelsblomsväxter. Inga underarter finns listade.